# Ginevra Speraz
Ginevra Speraz, pseudonimo di Giuseppina Levi, detta Ginevra Pilo (Mantova, 1865 – Buenos Aires, 1936), è stata una scrittrice, giornalista, traduttrice e ispanista italiana.

## Biografia
Figlia di Giuseppe Levi e della scrittrice dalmata Vica o Vincenza Šperac, più conosciuta sia come Beatrice Speraz (1843-1923), sia con lo pseudonimo maschile di Bruno Sperani. Ginevra è nata a Mantova, ha avuto cinque fratelli e si è laureata in Lettere a Bologna; ha seguito la professione di sua madre e si è sposata con Mario Pilo (1859-1921), professore di Scienze naturali a Mantova, poi di Estetica musicale nelle Università di Bologna e di Pisa. Ha pubblicato soprattutto narrativa infantile in diverse riviste e ne ha diretto una, il Giornale del Fanciullo. La meta, dedicata alla madre, è una delle sue opere più celebri. Ha tradotto vari libri dello spagnolo, tra cui La viva e la morta di José Ortega Munilla. Senza figli, è rimasta vedova nel gennaio di 1921; in seguito, si trasferì a Buenos Aires, dov’è morta.